# Piedra bianca
La piedra bianca o pietra bianca è una micosi superficiale dei peli causata da funghi del genere Trichosporon.

## Morfologia
La piedra bianca è una micosi causata da Trichosporon asahii, Trichosporon beigelii, Trichosporon inkin o Trichosporon mucoides. Al microscopio è possibile distinguere cellule di lievito gemmanti, ife o artroconidi attorno al pelo. Macroscopicamente la piedra bianca si presenta come numerosi e piccoli noduli fungini tondeggianti di colore bianco che circondano il pelo a tutto spessore. Tali noduli sono morbidi al tatto e facilmente rimovibili. La piedra bianca malgrado attacchi i capelli e i peli di inguine e ascelle non li danneggia.

## Epidemiologia
La piedra bianca è diffusa nelle regioni tropicali e subtropicali e la sua comparsa è favorita dalla scarsa igiene personale.

## Diagnosi
È sufficiente un esame microscopico ad un pelo per verificare la presenza di ife, cellule di lievito o artroconidi. È possibile coltivare il fungo su terreni privi di cicloesamide. Trichosporon dà origine entro 2-3 giorni di incubazione a temperatura ambiente a delle colonie biancastre. La distinzione tra una specie di Trichosporon e l'altra si basa su saggi biochimici.

## Terapia
Una migliore igiene personale e la rasatura del pelo interessato sono metodi efficaci di prevenzione. Qualora sia necessario è possibile utilizzare creme a base di azoli.